# Probe (Einheit)
Probe (italienisch probino) war ein Längenmaß für Seidengarne auf Sardinien. Nach dem Reglement der Turiner Handelskammer von 27. Dezember 1853 sollte das Gebinde 400 Fäden und folglich eine Länge von 450 Meter haben. Vor dem Jahr 1854 betrug der Haspelumfang eine Aune (alt) mit 526 3/6 Pariser Linien, was 1,188446 Meter entsprach.
Für die Feinheit der Seide (französische Nummerierung) wurde die Probe als Gewicht gerechnet.
- 1 Probe = 475,38 Meter[2]